# دائرة صفاقس الأولى الانتخابية
دائرة صفاقس الأولى الانتخابية أو دائرة صفاقس الانتخابية 1، كانت سابقا واحدة من 27 دائرة انتخابية تونسية. تغطي جزء من أراضي ولاية صفاقس.
في انتخابات المجلس القومي التأسيسي لسنة 1956 و خلال المجالس التشريعية الأولى والثانية و السابعة، دائرة انتخابية واحدة تغطي كل محافظة، في حين أن المجلس التشريعي الثالث، ثلاث دوائر انتخابية.
جرى إلغاؤها بعد تعديل القانون الانتخابي عام 2022 وإعادة ترسيم الدوائر الانتخابية.

## نتائج الانتخابات
فيما يلي نتائج انتخابات المجلس الوطني التأسيسي التونسي 2011 للدائرة الانتخابية. وتبين القائمة الأحزاب التي فازت بمقعد واحد على الأقل:
| الحزب                    | الحزب                    | الاصوات | %     | المقاعد |
| ------------------------ | ------------------------ | ------- | ----- | ------- |
|                          | حركة النهضة              | 66٬321  | 44.13 | 3       |
|                          | المؤتمر من أجل الجمهورية | 14٬191  | 9,44  | 1       |
|                          | تيار المحبة              | 11٬166  | 7,43  | 1       |
|                          | التكتل                   | 6٬833   | 4.55  | 1       |
|                          | حزب العمال               | 5٬333   | 3,55  | 1       |
| المسجلين                 | المسجلين                 | 255٬237 | 100   | 7       |
| الناخبين                 | الناخبين                 | 157٬844 |       | -       |
| الأصوات الصحيحة للقائمات | الأصوات الصحيحة للقائمات | 150٬293 | 100   | -       |
| الأوراق الملغاة والبيضاء | الأوراق الملغاة والبيضاء | 7٬551   |       | -       |

## روابط خارجية
- الموقع الرسمي لهيئة الانتخابات.